# I'm Not Twenty
"I'm Not Twenty" là phiên bản tiếng Anh cho đĩa đơn của Alizée trước đó là "J'ai pas vingt ans".

## Định dạng và danh sách track
Đĩa đơn CD Maxi
1. I'm Not Twenty (Single Version) 4:15
2. I'm Not Twenty (Sfaction Club Remix) 5:45
3. I'm Not Twenty (Attitude Dance Remix) 4:10
4. I'm Not Twenty (Attitude Dub Mix) 6:45

Đĩa đơn vinyl 12"
Đĩa A:
1. I'm Not Twenty (Sfaction Club Remix) 5:45

Đĩa B:
1. I'm Not Twenty (Attitude Dance Remix) 4:10